# Debbie Caruana Dingli
Debbie Caruana Dingli (3 marzo 1962) è una pittrice maltese.

## Biografia
Debbie Caruana Dingli è nata il 3 marzo 1962 da Mario e Bertha née Curmi. Nata in una famiglia con spiccate inclinazioni artistiche, rappresenta la quarta generazione di artisti nella sua famiglia; suo nonno Robert Caruana Dingli e il suo prozio Edward Caruana Dingli sono infatti tra gli artisti maltesi più importanti del XX secolo. Iniziò la sua istruzione artistica formale al Convento del Sacro Cuore a St. Julian's sotto l'insegnamento di Margaret Chircop. Si diplomò alla Malta Government School of Art sotto l'insegnamento di Harry Alden. Ricevette in seguito un diploma in Cartooning dalla International Correspondence School nel Regno Unito. È originaria di Sliema ma vive a Siġġiewi. Nel maggio 2016 è stata coinvolta in un grave incidente automobilistico a seguito del quale, a causa delle serie lesioni subite, non è più in grado di usare la mano destra per dipingere.

## Produzione artistica
La sua prima esposizione personale ebbe luogo nel 1985 su invito del Museo nazionale di belle arti della Valletta. È la prima artista donna a cui è stata dedicata una retrospettiva della Bank of Valletta. L'esposizione mostrava uno spaccato del suo lavoro nell'arco di tre decadi. Uno dei suoi acquerelli venne presentato alla regina Elisabetta II e al principe Filippo di Edimburgo durante una visita di Stato a Malta nel novembre del 2005 ed è ora parte del Royal Collection. Le sono state dedicate sette esposizioni personali, con temi che vanno dall'ambiente, agli animali e il loro benessere, ai ritratti. È considerata uno dei principali ritrattisti ad acquerello di Malta.